# Leptocerus lauzannei
Leptocerus lauzannei är en nattsländeart som beskrevs av Francois-Marie Gibon 1992. Leptocerus lauzannei ingår i släktet Leptocerus och familjen långhornssländor. Inga underarter finns listade i Catalogue of Life.